# Honda VTR 1000 RC51 SP2
Honda VTR 1000 – japoński motocykl sportowy produkowany przez firmę Honda w latach 2002-2006.

## Dane techniczne i osiągi
Silnik: V2
Pojemność silnika: 999 cm³
Moc maksymalna: 136 KM/9500 obr./min
Maksymalny moment obrotowy: 105 Nm/8000 obr./min
Prędkość maksymalna: 271 km/h
Przyspieszenie 0-100 km/h: brak danych